# 10e Legerkorps (Wehrmacht)
Het 10e Legerkorps (Duits: 10. Armeekorps) was een Duits legerkorps van de Wehrmacht tijdens de Tweede Wereldoorlog. In het begin van de oorlog vocht het korps in Polen en aan het westelijke front, maar nadien werd het naar het oostfront verplaatst.  Op het einde van de oorlog capituleerde het korps in Koerland.

## Krijgsgeschiedenis
Het 10e korps werd gevormd in oktober 1934 uit de Reichswehr.  Het korps nam deel aan de bezetting van Sudetenland.

### Polen
Tijdens de Poolse Veldtocht vormde het 10e Korps, bestaande uit de 24e Infanteriedivisie en de 30e Infanteriedivisie, de linkervleugel van het 8e Leger.  Beide divisies van het korps braken op de eerste dag door de Poolse grensverdediging, veroverden Kalisz en rukten langs de zuidelijke oever van de Bzura op in de richting van Strykow.  Hierdoor dreigden ze het Poolse leger van Posen te omsingelen, want het Duitse 4e Leger naderde vanuit het noorden.  Op 9 september 1939 probeerden de Polen de omsingeling te verbreken.  Ze vielen de flank van de 30e Infanteriedivisie aan.  De Duitsers werden verrast en ze moesten zich met zware verliezen terugtrekken.  De Polen heroverden verschillende steden en rukten meer dan 20 kilometer op naar het zuiden.  Het Duitse opperbevel staakte de opmars naar Warschau, liet het 8e Leger naar het noorden zwenken en stuurde twee pantserdivisies en vier infanteriedivisies als versterking naar de Bzura.  Ook werden alle beschikbare duikbommenwerpers naar de bedreigde sector gestuurd.  Ondanks deze versterkingen duurde het tot 18 september voor de Polen waren verslagen.

### België, Frankrijk en Nederland
Voor Fall Gelb, de aanval op België en Nederland, vormde het korps de rechtervleugel van het 18e Leger.  Het korps bestond uit twee infanteriedivisies, een cavaleriedivisie en het SS-regiment Der Führer.  Op de eerste dag braken de Duitse troepen door de grensverdediging en staken de IJssel over.  Op 11 mei 1940 begon het SS-regiment met zijn aanval op de Grebbelinie.  De Duitsers concentreerden hun aanval op Rhenen en op 12 mei hadden ze bres geslagen in de verdediging.  De Nederlandse troepen sloegen op de vlucht.  In het noorden had de cavaleriedivisie zonder problemen Groningen en Friesland bezet, maar ze werden tegengehouden door de sterke verdediging bij Kornwerderzand.  Na het bombardement op Rotterdam capituleerde Nederland.  Het korps werd gehergroepeerd, uitgebreid naar vijf infanteriedivisies en ingezet bij de vernietiging van de omsingelde Engelse troepen bij Duinkerke.  Tijdens de Slag om Frankrijk vormde het korps de reserve van Legergroep B.

### Sovjet-Unie
Aan het begin van Operatie Barbarossa, de inval in de Sovjet-Unie, vormde het 10e korps samen met het 2e Korps en het 28e Korps het 1e Leger.  Het 16e leger moest de rechterflank van het 18e Leger tijdens de opmars naar Leningrad beschermen en het contact met Legergroep Centrum behouden.  Het 10e Korps, bestaande uit de 30e Infanteriedivisie en de 126e Infanteriedivisie, vormde de linkervleugel van het leger.  Op 22 juni 1941 staken beide divisies de Memel over, braken door de verdediging en rukten op langs Kedainiai naar het noordoosten.  Ze probeerden in het spoor te blijven van de pantserdivisies van het 46e Pantserkorps.  Begin juli staken ze ten oosten van Jēkabpils de Westelijke Dvina over.  Het korps zwenkte naar het oosten en op 15 juli staken ze bij Opotsjka de Velikaya over.  Op 8 augustus veroverde de 30e Infanteriedivisie Staraja Russa.  Generaal Hansen stak de Lovat over en probeerde langs de oostelijke oever van het Ilmenmeer naar Novgorod op te rukken.
Op 15 augustus 1941 zetten de Sovjets een tegenaanval in.  De Duitsers werden teruggedreven over de Lovat en het kwam tot zware gevechten rond Staraja Russa.  De Sovjets vielen langs beide flanken aan en ze dreigden het korps te omsingelen.  Veldmaarschalk Von Leeb dirigeerde het 56e Gemotoriseerde Korps naar het zuiden om de Sovjets in de flank aan te vallen.  Op 20 augustus was de aanval afgeslagen en het front stabiliseerde zich ten zuiden van het Ilmenmeer.  De 30e Infanteriedivisie en de 290e Infanteriedivisie begonnen zich in te graven.  Het Duitse opperbevel gaf prioriteit aan de aanval op Leningrad en het 10e Korps moest de 126e Infanteriedivisie aan het 18e Leger overdragen.
Het 16e Leger verdedigde het gebied tussen het Ilmenmeer en het Seligermeer, waarbij het 10e Korps de noordelijke flank van het leger vormde.  Het gebied bestond uit moerassen, meren en bossen.  In het gebied waren nauwelijks verharde wegen.  Beide divisies concentreerden hun verdediging rond Staraja Russa en de westelijke oever van de Lovat.  Staraja Russa was niet alleen een strategisch verkeersknooppunt, maar in het stadje bevonden zich ook de belangrijkste voorraaddepots van het 16e Leger.
Op 8 januari 1942 zette het Noordwestelijk Front het Toropets-Cholmoffensief in. Het 11e Leger en het 34e Leger richtten hun aanval opnieuw op Staraja Russa.  Meer naar het zuiden vielen twee stoottroepenlegers het 2e Korps aan, dat de verbinding vormde met Legergroep Centrum.  Het kwam tot hevige gevechten rond Vzvad, aan de monding van de Lovat, en Staraja Russa, dat werd verdedigd door de 18e Gemotoriseerde Divisie.  Sovjet ski-bataljons staken het bevroren meer over en vielen de Duitse stellingen aan.  Verschillende posities werden omsingeld, maar de Duitse pelotons en compagnieën hielden stand.  Sovjets drongen tot aan de rand van Staraja Russa door en het kwam tot zware gevechten rond de opslagplaatsen.  Op 20 januari ontruimden de Duitsers Vzvad.  Het 10e Korps kreeg versterkingen.  Vanuit Duitsland werd de 329e Infanteriedivisie overgebracht naar het front, het 50e Korps moest de 122e Infanteriedivisie afstaan en het 38e Korps stond de 81e Infanteriedivisie af.
Met deze versterkingen kon generaal Hansen Staraja Russa behouden, maar hij had geen reserves meer om de zuidelijke aanval af te stoppen. Het 3e Stoottroepenleger en het 4e Stoottroepenleger drongen diep in de achterhoede van het 2e Korps door.  Op 21 januari 1942 veroverden de Sovjets Toropets en op 22 januari 1942 omsingelden ze Cholm, dat werd verdedigd door de 261e Divisie.  Toen Stavka merkte dat de aanval bij Staraja Russa was vastgelopen, lieten ze het 11e leger en het 34e leger naar het zuiden zwenken.  Ze sneden de 290e Infanteriedivisie en twee regimenten van de 30e Infanteriedivisie af van de rest van het korps.   Op 8 februari 1942 verbraken de Sovjets de laatste verbindingslijn van het e korps en op 15 februari ontmoette het 11e Leger de voorhoede van het 3e Stoottroepenleger ten noordoosten van Cholm.
In de pocket rond Demjansk bevonden zich het volledige 2e Korps, delen van het 10e korps en achterwaartse delen van het 16e Leger.  Op 22 februari 1942 plaatste het Duitse opperbevel alle omsingelde eenheden onder bevel van het 2e Korps en alle eenheden buiten de omsingeling werden onder bevel van het 10e Korps geplaatst.  Bovendien had generaal Hansen versterking gekregen van twee Jäger divisies.  Deze zogenaamde lichte divisies telden slechts zes licht bewapende bataljons, maar ze waren gespecialiseerd in oorlogsvoering in moeilijk terrein zoals bossen, moerassen en bergen.   Het korps had de beschikking over de 329ste infanteriedivisie, de 81ste infanteriedivisie, de 18e gemotoriseerde infanteriedivisie, de 21e Luftwaffedivisie, een regiment van de 122e Infanteriedivisie, een regiment van de 7e Bergdivisie, de 5e Jäger-divisie en de 8e Jäger-divisie.
Op 20 april 1942 slaagde het 16e leger om een corridor naar de omsingelde troepen te openen.  De corridor was maar enkele kilometer breed en lag voortdurend onder artillerievuur.  Ondanks verschillende aanvallen van het noordwestelijk front hield het 10de korps de corridor open en verdedigden ze Staraja Russa.  In maart 1943 ontruimde het 16e Leger de Demjansk-saillant.
Na de ontruiming van de Demjansk-pocket verdedigde het 10de korps een rustige sector van het front tussen het Ilmenmeer en Cholm.  De Sovjets ondernamen verscheidene pogingen om Staraja Russa te heroveren, maar het 10de korps had zich goed ingegraven.  Tot februari 1944 veranderde de frontlijn nauwelijks, maar geleidelijk had het korps zijn divisies naar meer bedreigde delen van het front moeten overdragen.  In november 1943 bestond het korps nog slechts uit één infanteriedivisie, twee Jägerdivisies en een Luftwaffe divisie.
Door het Leningrad-Novogrodoffensief en de doorbraak bij Nevel waren de flanken van het 16e Leger niet langer gedekt en op 17 februari 1944 gaf veldmaarschalk Model, bevelhebber van Legergroep Noord, bevel tot de terugtocht naar de Panterlinie.  Het 10de korps werd verplaatst naar de rechterflank van het 16e Leger en het kreeg het bevel over drie divisies, die de doorbraak bij Nevel moesten afgrendelen.  Begin maart 1944 stabiliseerde het front zich ten westen van Nevel, maar dit was meer te wijten aan het gebrek aan offensieve acties van het Rode Leger, dan aan de Duitse verdediging.
Op 22 juni 1944 lanceerde het Rode Leger Operatie Bagration.  Dit offensief leidde tot de vernietiging van Legergroep Centrum, waardoor de gehele zuidelijke flank van het 16e Leger onbeschermd was.  Het 1e Baltische Front breidde het offensief uit in de richting van Polotsk en bedreigde de rechterflank van het 16e Leger.  Op 24 juni was de bres in de Duitse linie al 60 kilometer breed en bevonden de Sovjetlegers zich reeds 20 kilometer diep in de achterhoede van het 16e Leger.  Op 11 juli 1944 viel het 2e Baltische Front de linkervleugel van het 16e Leger aan.  Het 6de SS-korps hield stand, maar het leed zware verliezen.  Beide flanken van het leger begonnen te bezwijken zodat het 10e korps, dat de centrale strijdmacht van het 16e leger vormde, ook werd bedreigd en zich moest terugtrekken.
Op 5 augustus 1944 brak het 2e Baltische Front door de Duitse verdediging tussen het 10e Korps en het 6e SS-korps.  Er waren geen reserves beschikbaar om de bres te dichten.  Generaal Laux beval de terugtocht naar de lijn Bauske - Trentelburg.  De drie verzwakte divisies van het 10e Korps hadden nauwelijks de sterkte van een regiment.  Naarmate de Duitsers zich meer naar het westen terugtrokken, werd hun front kleiner en dus beter te verdedigen.  De verbindingslijnen werden korter.  De eenheden van het Armee-Abteilung Narwa werden bij het 16e Leger gevoegd en het 10e Korps kreeg de steun van een afdeling gemechaniseerd geschut.  Eind augustus 1944 wist Legergroep Noord het front ten oosten van Riga te stabiliseren.  Het 10e Korps, dat nog slechts bestond uit de restanten van de 263e Infanteriedivisie, een Kampfgruppe van de 329e Infanteriedivisie en 23e Infanteriedivisie  vormde een verdedigingslinie ten oosten van Jēkabpils.
Op 14 september 1944 begon het 2e Baltische Front met het Riga-offensief.  De Duitse linie hield stand, maar op 19 september brak het 43e Leger door de linies van het 10e Korps, dat de belangrijkste toegangswegen naar Riga verdedigde.  Op 27 september 1944 verplaatste het hoofdkwartier van Legergroep Noord zich naar Koerland.  Meer naar het zuiden bereikte het 1e Baltische Front op 9 oktober 1944 de Oostzee, waardoor Legergroep Noord was afgesneden in Koerland.  Na de ontruiming van Riga trok het 10e Korps zich als deel van het 18e Leger terug in Koerland.  Het korps, bestaande uit 263e Infanteriedivisie, de 563e Volksgrenadierdivisie en een Kampfgruppe van de 290e Infanteriedivisie, vormde de centrale strijdmacht van het 18e Leger en het beschermde de toegangswegen naar Libau.  Tijdens de Eerste Slag om Koerland probeerde het 5e Garde Tankleger de Duitse linie te doorbreken, maar de Duitsers hielden stand.  Ook tijdens de Vierde Slag om Koerland vormde de sector van het 10de korps het belangrijkste strijdtoneel.  Het doel van het 2e Baltische Front was Libau.  De aanvallers veroverden enkele kleine bruggenhoofden over de Barta, maar haastig aangevoerde versterkingen dreven de Sovjets terug.
Op 8 mei 1945 capituleerde het 10e Korps.

## Commandanten
| Rang                    | Naam                    | Begin             | Eind              |
| ----------------------- | ----------------------- | ----------------- | ----------------- |
| Generaal der Infanterie | Wilhelm Knochenhauer    | 16 mei 1935       | 31 maart 1939     |
| Generaal der Infanterie | Wilhelm Ulex            | 1 april 1939      | 15 oktober 1939   |
| Generaal der Artillerie | Christian Hansen        | 16 oktober 1938   | 30 april 1942     |
| Luitenant-generaal      | Otto von Knobelsdorff   | 1 mei 1942        | 1 juni 1942       |
| Generaal der Artillerie | Christian Hansen        | 1 juni 1942       | 12 oktober 1943   |
| Luitenant-generaal      | Otto Sponheimer         | 1 juli 1943       | 31 juli 1943      |
| Generaal der Artillerie | Christian Hansen        | 1 augustus 1943   | 4 november 1943   |
| Generaal der Infanterie | Thomas-Emil von Wickede | 4 november 1943   | 24 juni 1944      |
| Generaal der Infanterie | Friedrich Köchling      | 25 juni 1944      | 22 september 1944 |
| Generaal der Infanterie | Hermann Foertsch        | 22 september 1944 | 30 december 1944  |
| Generaal der Artillerie | Siegfried Thomaschki    | 31 december 1944  | 8 mei 1945        |

Tijdens de ziekte van generaal Hansen voerden de luitenant-generaals Otto von Knobelsdorff en Otto Sponheimer tijdelijk het bevel over het korps.